# Metrioppia helvetica
Metrioppia helvetica är en kvalsterart som beskrevs av Grandjean 1931. Metrioppia helvetica ingår i släktet Metrioppia och familjen Metrioppiidae. Inga underarter finns listade i Catalogue of Life.